# Bully (videojuego)
Bully es un videojuego no lineal de acción y aventura de mundo abierto desarrollado por Rockstar Vancouver para la consola PlayStation 2. El juego fue publicado el 17 de octubre de 2006 en América del Norte y el 25 de octubre de 2006 en Europa y Australia, aunque fue lanzado en varios países de Europa con el nombre de Canis Canem Edit que proviene del latín, cuyo significado sería «Perro come perro». El juego fue reeditado como Bully: Scholarship Edition el 4 de marzo de 2008 para Wii y Xbox 360, y el 24 de octubre de 2008 para Microsoft Windows. Anteriormente, este videojuego también iba a ver la luz en Xbox y Nintendo GameCube, pero fueron cancelados durante el desarrollo. El 18 de diciembre de 2012 fue lanzada la versión PS2TM Classics en PlayStation Network para PlayStation 3. En marzo de 2016 sale para la consola PlayStation 4 sólo en PlayStation Network y en abril de 2022 para PlayStation 5. En 2016, también fue editado para iOS, Android y Nvidia Shield TV bajo el nombre de Bully: Anniversary Edition, el mismo año, la versión de Xbox 360 se volvió compatible con el modo de retrocompatibilidad de Xbox One, manteniéndose la retrocompatibilidad con Xbox Series X y Series S. Mientras que la versión de Wii es posible de jugar en Wii U en el modo Wii gracias a la retrocompatibilidad.
El nombre de Bully proviene del inglés, cuyo significado es «abusón» o «bravucón». El protagonista del juego es Jimmy Hopkins (James Hopkins), un chico de 15 años cuyo carácter polémico tiene que lidiar con alumnos aún más conflictivos y que debido a la pasividad de los profesores, debe defenderse de los matones por sus propios medios en la que es considerada, la peor escuela del país.

## Argumento
Luego de ser dejado por su madre y su nuevo padrastro en la Academia Bullworth, Jimmy Hopkins (Gerry Rosenthal) se reúne con el director Dr. Crabblesnitch (Ralph Gunderman), quien, conociendo su pasado conflictivo, lo insta a "mantener su nariz limpia". En ese momento, aparecen los abusones, liderados por Russell, un enorme y poco inteligente estudiante, quienes lo retan a una pelea. En ese momento Jimmy se da cuenta de que su paso por la escuela no será fácil. Pronto aparece Gary Smith (Peter Vack), un sociópata quién finge interés y amistad con él, y el estudiante de primer año Peter "Petey" Kowalski (Matt Bush), quien sigue a Gary a todos lados a pesar de su maltrato. El primero le presenta las diversas "bandas" de Bullworth: Bullies (Matones), Nerds (Empollones), Preppies (Pijos), Greasers (Macarras), y Jocks (Musculitos). Éste convence a Jimmy de intentar tener el control de la escuela. Los dos muchachos trabajan juntos para tratar de afirmar su dominio sobre las bandas, pero Gary de repente traiciona a Jimmy al enfrentarlo contra Russell (Cody Melton), el líder de los matones, en una pelea clandestina, diciendo que éste habría insultado a su familia. Jimmy vence a Russell y lo obliga a dejar de molestar a sus compañeros. Con esto, Jimmy se gana el respeto de los matones.
Ansioso por ampliar su control, Jimmy, quien mantiene su amistad con Petey, dirige su atención a los Preppies, que se sintieron atraídos cuando supieron que venció a Russell, invitándolo a su gimnasio de boxeo. Jimmy comienza a congeniar con ellos y trabajar juntos, pero justo cuando comienza a ganárselos, Gary los engaña para que se vuelvan contra él. En respuesta, Jimmy se inscribe en un torneo de boxeo organizado por el líder de los Preppies, Derby Harrington (John Lavelle), para demostrar su superioridad. Jimmy gana y se declara el nuevo líder. Con los Preppies sometidos, Jimmy se propone conquistar a sus rivales, los Greasers. Su líder Johnny Vincent (Rocco Rosanio) le pide a Jimmy que lo ayude a exponer un romance entre su novia Lola Lombardi (Phoebe Strole) y Gord Vendome (Drew Gehling), un miembro de los preppies. Además de eso, también debe sacar de un manicomio a Johnny, quien fue encerrado allí injustamente. Pero luego de que Gary le informa a Johnny sobre la creciente cercanía de Jimmy con Lola, él le prepara una emboscada en un depósito de chatarra. Johnny finalmente es derrotado y los Greasers reconocen a Jimmy como su superior.
Decidido a traer paz a Bullworth, Jimmy, en compañía de su único amigo Petey, decide hacerse cargo de los deportistas, quienes son la banda más poderosa. Para vencerlos, Jimmy primero se gana la confianza de sus principales rivales, los Nerds, y su líder, Earnest Jones (Jesse Tendler), después de vencerlos en una pelea. Para arruinar la reputación de los Jocks, los Nerds hacen que Jimmy tome fotos inapropiadas de la animadora principal de la escuela, Mandy Wiles (Elena Franklin), y las fotos se extienden por la ciudad, avergonzándola, aunque Jimmy luego decide cubrir las fotos de la ciudad, por simpatía a Mandy. Los deportistas atacan el escondite de los nerds en represalia, pero Jimmy los repele. Los Nerds luego lo hacen sabotear el gran juego en casa de los Jocks. Humillados, los deportistas y su líder, Ted Thompson (Alexander Cendese), desafían a Jimmy a una pelea en el campo de fútbol de la escuela, que posteriormente pierden.
Con las bandas unidas bajo el gobierno de Jimmy, aparentemente la paz se restablece en Bullworth, y Jimmy es respetado por todos los líderes de las bandas. Secretamente, Gary los convence de presionar a Jimmy para que destroce el ayuntamiento de Bullworth, argumentando que toda la ciudad debería saber quién es él. Cuando regresa de hacerlo, descubre que Gary ha orquestado una serie de bromas peligrosas y destructivas en toda la escuela, y lo ha acusado con el director. Creyendo que la falta de liderazgo de Jimmy condujo a estos incidentes, la mayoría de las bandas se vuelven contra él. La gota que colma el vaso ocurre cuando Gary informa a Crabblesnitch del vandalismo de Jimmy contra el ayuntamiento, lo que lleva a su expulsión de la Academia Bullworth, y por consiguiente, pierde el respeto de casi toda la escuela. Al enterarse de que las bromas fueron orquestadas por "Townies", un grupo de antiguos estudiantes de Bullworth que recurrieron a Gary para vengarse de la escuela, Jimmy busca ponerlos de su lado para que lo ayuden a vengarse de Gary, ya que los había traicionado a ellos también. Jimmy conoce a Zoe Taylor (Molly Fox), miembro de Townie, y la ayuda a vengarse del profesor de gimnasia de Bullworth, el Sr. Burton (Michael Boyle), quien la expulsó cuando lo acusó de acosarla sexualmente. Con la ayuda de Russell y Zoe, Jimmy ataca el lugar de reunión de los Townies, donde derrota a su líder, Edgar Munsen (Jan Milewicz), a quien luego revela el engaño de Gary. Con esto, Jimmy se gana el respeto de Edgar, quien le ofrece su apoyo y el de sus camaradas.
Poco después, Gary y sus seguidores toman a Crabblesnitch como rehén, provocando una guerra entre las camarillas y un caos total en la escuela. Los Townies y Russell ayudan a Jimmy a neutralizar a los líderes de la banda, permitiéndole entrar al edificio principal y perseguir a Gary hasta el tejado, hasta que lo alcanza y consigue enfrentarlo. Después de una pelea final, Jimmy lo empuja por el costado y los dos terminan cayendo por el techo de la oficina de Crabblesnitch. Una vez liberado, expulsa a Gary, despide al Sr. Burton por sus acciones contra Zoe, nombra a Petey como jefe y permite que Jimmy y Zoe regresen a Bullworth. Mientras sus amigos y aliados vitorean, Jimmy besa a Zoe.

## Jugabilidad
Bully toma casi las mismas mecánicas que Los Grand Theft Auto, el jugador debe completar una serie de misiones principales que el jugador debe superar para completar el juego, y paralelas a estas, una serie de misiones secundarias. La historia principal del juego es lineal, pero el orden de desarrollo del juego no lo es tanto. Utilizando al personaje principal, Jimmy Hopkins, se tiene como opción recorrer el campus y la ciudad, completando las misiones cuando lo desea. El juego explota el recurso de minijuegos, es decir, juegos cortos en el desarrollo de la partida; algunos son para ganar dinero que se puede gastar en ropa y cortes de pelo, y otros para mejorar las habilidades de Jimmy.

### Penalizaciones
Existen distintos tipos de acciones que están penalizadas, Jimmy puede hacerlas, pero su medidor de problemas aumentará:
- Violencia: cuando atacas a un alumno, el medidor sube a 1.
- Violencia a autoridad: al atacar a los policías, preceptores y profesores, el medidor sube al máximo.
- Violencia a adultos: al atacar a un adulto, el medidor llega al máximo.
- Violencia a chicas: al atacar a una chica de la escuela, el medidor llega al máximo.
- Abuso a estudiantes: cuando empujas o tiras del calzoncillo a un alumno, o le tocas las nalgas a las chicas, el medidor llega a 1.
- Violencia a niños pequeños: cuando atacas a un niño pequeño, el medidor llega al máximo.
- Toque de queda: cuando vagas por el campus más allá de las 11 de la noche, el medidor sube a 1.
- Allanamiento: cuando pasas a un lugar donde no está permitido, como la residencia femenina, la sala de profesores, el asilo; entonces el medidor sube a 1.
- Absentismo: cuando no estás en la clase que te corresponde, el medidor sube a 1.
- Mala conducta: cuando vas con el monopatín dentro de la escuela, el medidor sube a 1.
- Vandalismo: cuando rompes algo frágil como sillas, macetas, mesas o pones petardos dentro del baño, el medidor llega a 1.
- Acoso: cuando metes la cabeza de los estudiantes al inodoro, los encierras en taquillas, los metes en el cubo de basura o los humillas en una pelea, el medidor sube a 2.
- Violencia con arma: cuando disparas un arma (honda, bomba fétida, etc.), el medidor sube a 2.
- Uso de broma: cuando recoges ratas desde el suelo y las tiras, el medidor sube a 2.
- Abuso a niños pequeños: cuando les botas con el pie, les pegas en el estómago cuando están débiles o cuando le tocas las nalgas a una niña pequeña, el medidor sube al máximo.
- Hurto: cuando robas un objeto a un estudiante u otra persona, el medidor sube de 1 a 2.
- Insolencia: cuando insultas o tratas de apuntarle con un arma a una autoridad o a un adulto, el medidor puede subir desde 1 hasta 2.
- Vestimenta: esto solo ocurre dentro de la escuela cuando alguna autoridad te ve usando algo que no corresponda a la indumentaria estudiantil. El medidor sube a 1.
- Sin casco: cuando conduces el scooter, pero sin usar casco protector, el medidor varía de 1 a 2.
- Acoso a mujeres: cuando le tocas las nalgas a las mujeres (adolescentes o adultas), el medidor varía de 1 a 2.
- Obstrucción a la autoridad: esto ocurre cuando cometes vandalismo mientras la policía o preceptores tratan de detenerte; el medidor sube al máximo.
- Arma disparada: cuando usas una de tus armas mientras alguna autoridad te ve, el medidor sube a 1.
- Activar alarma: ocurre al encender la alarma contra incendios, el medidor subirá a 1.
- Forzar cerraduras/rotura y entrada: cuando abres taquillas de los estudiantes y les robas sus cosas, el medidor sube a 2.
- Autoridad alertada: esto solo ocurre cuando saltas y caes encima de los niños pequeños y las chicas adultas. Esta es la única penalización en la cual Jimmy no aumentará su medidor de problemas.

### Configuración
Bully (Canis Canem Edit, en Europa) tiene lugar en Bullworth Academy, un internado privado en la región Nueva Inglaterra de Estados Unidos. Después de ser expulsado de siete escuelas anteriores, el protagonista del juego, James "Jimmy" Hopkins, de 15 años, es enviado allí durante un año mientras su madre y su nuevo esposo se van de luna de miel. Alrededor de la Academia está la ciudad de Bullworth. El campus de la escuela está diseñado en un estilo neogótico, similar a escuelas públicas y universidades en Reino Unido y Nueva Inglaterra, como Fettes College en Edimburgo.

### Personal del campus
- Profesores
  - Director: Crabblesnitch
  - Secretaria: Sra. Danvers
  - Inglés: Sr. Galloway
  - Arte y Fotografía: Sra. Phillips
  - Química: Dr. Watts
  - Gimnasia: Sr. Burton
  - Geografía: Sr. Matthews
  - Música: Sra. Peters
  - Biología: Dr. Slawter
  - Matemáticas: Sr. Hattrick
  - Taller: Neil
  - Economía del Hogar: Sra. Peabody (esta clase no se puede realizar)
  - Historia: Sr. Wiggims (esta clase no se puede realizar)

- Preceptores
  - Preceptor jefe: Seth Kolbe
  - Preceptor 1: Edward Seymour II
  - Preceptor 2: Karl Branting
  - Preceptor 3: Max MacTavish

- Mantenimiento
  - Cocinera: Edna
  - Limpieza: Sr. Luntz
  - Enfermera: Sra. McRae
  - Bibliotecaria: Sra. Carvin
  - Conserje: Sra. Peabody

Las clases en sí son minijuegos, divididos en cinco niveles de dificultad en ascenso. Las clases de Inglés, por ejemplo, son juegos de letras mezcladas. Cuando Jimmy completa los niveles descubriendo las palabras escondidas, él aprende a disculparse de los abusones, decir provocaciones más efectivas, disculparse con los preceptores y, por último, disculparse con la policía. Las demás clases al completarse también traen bonificaciones al jugador, por ejemplo:
Arte: permite besar a las niñas y aumentan la salud de Jimmy a medida que se van completando las distintas clases.
Química: sirve para crear distintos tipos de armas, tales como petardos, polvos que producen picazón, bombas de olor, etc.
Gimnasia: otorga nuevos movimientos (como el cabezazo) y también mayor precisión al disparar.
Taller: sirve para desbloquear mejores tipos de bicicletas y te da la posibilidad de guardar al menos dos en un garaje.
Fotografía: le permite al jugador sacar fotografías del juego, como también completar el anuario escolar y desbloquear la cámara a color.
Biología, Matemáticas y Música: desbloquean nuevas vestimentas.
Geografía: desbloquea mapas para coleccionar.
Jimmy tiene una multitud de armas a su disposición, aunque siempre limitadas a lo que un chico en una escuela podría obtener (gomeras u hondas, una bolsa con canicas, bombas fétidas y más adelante, lanzadores de cohetes de petardos y un lanzapapas). El jugador dispone de diferentes vehículos para movilizarse, desde bicicletas con diferentes habilidades y características; un scooter, un kart, un tractor y un monopatín.
- Nota: Sra. Peabody, además de conserje, daba clases de Economía del Hogar en la versión original de PlayStation 2, pero en Bully: Scholarship Edition, su clase ha sido sustituida por la clase de música.

## Personajes principales
- James "Jimmy" Hopkins: Jimmy es el protagonista del juego. Por su mala conducta ha sido expulsado de siete escuelas. Jimmy no tiene camarilla, su único amigo verdadero es Pete Kowalski. Jimmy al principio del juego lleva una BuzzCut, pero después de la misión "Help Gary" se le puede agregar cabello. Tiene quince años y vive en el campus o en distintas localizaciones de la ciudad. Es pequeño de tamaño, aunque demuestra gran habilidad y fuerza para las peleas. Tiene una personalidad ruda, pero muestra interesarse por el bienestar del colegio en general, aunque sus métodos no sean muy ortodoxos.

- Gary Smith: Gary es el antagonista del juego (tiene quince años), al principio, parece ser el amigo de Jimmy, pero luego lo traiciona y se vuelve su enemigo sin motivo aparente. Smith tiene un tajo en su ojo derecho. Sufre de trastorno por déficit de atención con hiperactividad (TDAH), sociopatía y narcisismo, vive en el parque industrial Blue Skies. Su objetivo es controlar por completo el campus, por lo que decide utilizar a Jimmy para conseguirlo.

- Peter "Pete" Kowalski: Pete es el mejor amigo de Jimmy Hopkins en el campus. Es tímido, viste chaleco azul, una camisa rosada y tiene un tamaño demasiado pequeño para su edad de quince años, incluso más pequeño que Jimmy. Es molestado por Gary, aunque los demás también lo molestan. Pete sufre de asma y vive en Old Bullworth Vale, parece estar sobreprotegido por su familia, lo que explicaría su actitud inocente.

- Zoe Taylor: Zoe es uno de los intereses románticos de Jimmy, tiene quince años y vive en Blue Skies Industrial Park. Es pelirroja y viste (en la ciudad) una minifalda naranja a cuadros, con una blusa blanca y unas botas negras. Mientras que en el campus reemplaza la blusa por una camisa de la academia. Tiene una personalidad fuerte, demuestra carácter e incluso ayuda a Jimmy a restablecer la paz en el campus.

- Russell Nortroph: Russell es el jefe de la camarilla de los abusones y el más temido de la escuela. Su estatura es la de un adulto y es robusto. Tiene dieciocho años aunque aparente más. Además, aún cursa 4.º de secundaria (lo que indica que repitió de curso unas dos o tres veces) y suele hablar de forma extraña. Demuestra muy poca inteligencia. Su fuerza es increíble, como se muestra en la misión 25: La casa de Tad, en donde levanta del cuello a un adulto con una sola mano. Al principio demuestra ser enemigo de Jimmy, pero luego éste lo vence en una pelea y se vuelven aliados. Russell ayuda a Jimmy en la última misión y posee una moto policial. Es fanático de la lucha libre, porque usa movimientos de Chris Jericho (Walls of Jericho) y de Batista (Batista Bomb). Enfrentarlo fuera de una misión es extremadamente difícil.

- Derby Harrington: Derby es el líder de los pijos y el más rico de todo el pueblo. Su padre es el fundador de la Harrington House que se encuentra en el campus. Es un boxeador experimentado (probablemente, el jefe más difícil de vencer después de Russell) y es primo de Pinky Gauthier. Es rubio y tiene dieciséis años.

- Johnny Vincent: Johnny es el líder macarras, de unos 16 años y sufre de paranoia (al igual que Gary), pero él sí toma su medicación. Era el novio de Lola Lombardi hasta que la dejó por su infidelidad. Siempre se encuentra en New Coventry y parece ser el mejor amigo de Peanut Romano (otro macarra). Él era un gran enemigo de Derby (por la rivalidad pijos-macarras), pero se reconcilian al final del juego.

- Earnest Jones: Earnest es el líder empollón y el presidente de la clase. Su guarida es el observatorio abandonado. Le gusta jugar al Grutas y Gremlins (parodia del juego Calabozos y Dragones), es un gran enemigo de Ted Thompson (musculito), con quien competía por su candidatura como delegado escolar, resultando Earnest victorioso. Tiene quince años y es muy débil físicamente, aunque puede costar algo de trabajo porque siempre va armado con una lanzapapas o una botella de cohetes.

- Ted Thompson: Es el líder de los musculitos. Tiene diecisiete años, es el rival de Earnest Jones para las elecciones de presidente escolar. A los ojos de los estudiantes, él no es más que un fanfarrón que presume ser el capitán del equipo de fútbol y de ligón, aunque es novio de Mandy Wiles (la líder de las porristas). Una curiosidad es que, a pesar de pertenecer a la banda más fuerte de la escuela, es probablemente el jefe más fácil de noquear.

- Edgar Munsen: líder costra que tiene veinte años y habita en el zona industrial. En su guarida tiene varios pósteres pornográficos y de bandas de rock. Su apariencia es la del típico callejero con una camisa blanca y una chaqueta anaranjada, unos pantalones verdes sueltos con cadenas, y unos tenis negros. Odia a todos los que estudian en la academia Bullworth porque sus padres no tenían dinero para mandarlo a estudiar allí. Él y sus secuaces ayudan a Jimmy en la última misión del juego.

- Dr. Crabblesnitch: es el director de la academia. Un hombre que ronda los cincuenta años y es un buen tipo, aunque parece ignorar el alto índice de bullying en su escuela. Él siempre se encuentra en su despacho, pero en la misión Hattrick vs Galloway se le puede ver caminando en el segundo piso de la academia.

## Armas
A lo largo del juego se puede hacer uso de una amplia variedad de armas. En su mayoría son juguetes o armas improvisadas como frisbis, balones de fútbol, bates, manzanas, etc.
Tirachinas: Es un arma muy efectiva tanto de cerca como de lejos. Sus atributos pueden aumentar si aprobamos todas las clases de Educación Física. Posteriormente, nos darán un tirachinas más avanzado y con mira telescópica.
Lanzapapas: es la escopeta del juego. Es muy efectiva a corta distancia, pero deficiente a largas distancias. Existe una versión Gatling en el observatorio abandonado.
Botella de cohetes: El lanzagranadas del juego. Es efectiva si se usa a una distancia media. Si se usa de cerca, nos podemos hacer daño, y si disparamos desde lejos, el proyectil rebota y explota en dos segundos.
Proyectiles: Se pueden encontrar alrededor del mapa del juego y no se pueden almacenar pero sí se pueden lanzar al momento. Algunos proyectiles pueden ser ladrillos, tapas de basura, etc.
Polvos pica-pica: se lanzan contra el objetivo y este comenzará a rascarse, evitando que nos ataque por un momento.
Bomba apestosa: son como gas lacrimógeno. Al explotar, se libera una niebla verdosa que inmoviliza a nuestros enemigos.
Petardos: causan gran daño si se lanzan a media distancia. Nos dañaremos si los arrojamos de cerca.
Bolsa con canicas: Jimmy las arrojará y provocará que sus perseguidores tropiecen con las canicas. Ideal para escapar y ocultarse.
Otros:
Skate: está en la opción de armas. Sirve para desplazarnos más rápido, pero solo podremos subir escaleras en él si saltamos.
Cámara fotográfica (digital): nos la da la profesora de Arte si aprobamos la primera clase de Fotografía. Si aprobamos en todas sus clases, obtendremos la cámara digital (saca fotos nítidas y en color), el anuario y el álbum para guardar las fotos.
Bola de gomillas: la conseguimos al juntar las 75 gomillas, es muy poderosa y más a máxima potencia.
Cartón de huevos: un cartón con una docena de huevos que sirve para fastidiar a los demás. No causan muchos daños, pero son sumamente molestos.
Cartel de «patéame»: es una arma sigilosa que es muy difícil de encontrar. Consiste en colocarse detrás de alguien y pegarle el papel, e inmediatamente comenzará a ser fastidiado por cualquiera. Se puede encontrar en Halloween y en algunos casilleros del gimnasio.
Volcano 4000: es un pequeño volcán de pirotecnia que al encenderlo, atrae público y al cabo de veinte segundos, explota. Cualquiera puede caer.
Bate de béisbol: es una arma bastante efectiva contra abusones. Se puede encontrar en la entrada del gimnasio.
Regla: cumple la misma función que la anterior. Se encuentra en el patio de la biblioteca.

#### Coleccionables
- Bandas de goma (75), desbloquean un arma especial.
- Gnomos de jardín (25), desbloquea un traje y trofeo en la habitación.
- Transistores (6), movimientos de pelea del vagabundo.
- Cartas de G y G, desbloquea el traje Maestro de la Gruta.[8][9]

## Crítica y polémica
A finales de 2005, Rockstar anunció el futuro lanzamiento de un juego llamado Bully («abusón»), en Europa vería la luz con el nombre de Canis Canem Edit (que corresponde al lema de la escuela). Muchos temieron que el videojuego hundiera al sector en un mar de críticas de nuevo como pasó con la saga Grand Theft Auto o Manhunt (ambos propiedad de Rockstar Games). Lo cierto es que eso ocurrió, y diversas asociaciones y personas criticaron al juego. Se movilizaron para exigir su cancelación y su futura prohibición en países como Reino Unido si llegaba al mercado.
En pocos meses, los comentarios coincidían en que un videojuego que te da opción de agredir para llegar a la cumbre del respeto era una apología de la violencia. Al poco, resonaron comentarios acerca de que el protagonista podría pegar a chicas, burlarse y maltratar a los débiles, y agredir a profesores. Se volvió a reabrir el debate de si estos juegos podían generar adolescentes y niños violentos que llevarán a cabo en la realidad los abusos y palizas que vivían en el juego.
Por el lado contrario, según un artículo publicado por Seth Schiesel, en verano de 2006 en el diario The New York Times,[cita requerida]: Canis Canem Edit (traducción literal de la expresión inglesa Dog eat Dog, que viene a significar que «solo el más fuerte prevalece»), se puede considerar un GTA en la escuela (los desarrolladores de Bully, Rockstar Games, son los mismos que los del violento GTA), aunque pensado para un público de menor edad que el usuario típico de un GTA. En ningún momento se ve sangre propia ni la de ningún compañero. No hay muertes, y mucho menos por la mano de Jimmy y especialmente, no hay armas de fuego en todo el juego.

## Posible secuela
En noviembre de 2006, Michael Pachter, Director Gerente de Investigación de Wedbush Morgan Securities, predijo que Bully no se vendería lo suficientemente bien durante las próximas vacaciones como para garantizar una secuela. Sin embargo, cuando su predicción resultó ser falsa, Pachter se disculpó con Rockstar Games y Take-Two Interactive, llamando a una posible secuela una "posibilidad".
En noviembre de 2009, The Gaming Liberty entrevistó al músico Shawn Lee, quien compuso la partitura de Bully, y se le preguntó si anotaría más juegos en el futuro cercano; él respondió: "Sí. Parece que haré la banda sonora de Bully 2 en un futuro no muy lejano".
En noviembre de 2011, en una entrevista con Gamasutra, el ejecutivo de Rockstar Dan Houser reveló que el estudio podría centrarse en una secuela de Bully después del lanzamiento de "Max Payne 3". "Al contrario de muchas personas, nos gusta tomar un poco de tiempo al final de un juego antes de comenzar una secuela, para que podamos esperar la emoción o la decepción y todo lo demás de la experiencia para sacudirnos y realmente ver qué deberíamos hacerlo en el próximo partido", dijo. "Entonces sabíamos que no queríamos comenzar a hacer la secuela de Bully instantáneamente en ese segundo con  [Rockstar Vancouver], aunque es una propiedad que, como [Max Payne], adoramos y podríamos volver en el futuro. Simplemente no había ímpetu para hacerlo entonces. Entonces dijimos, 'Puedes hacer [Max Payne], y luego veremos qué podemos hacer con Bully".
En julio de 2012, Rockstar Vancouver se fusionó con Rockstar Toronto, y se le ofreció al personal unirse a un estudio diferente de Rockstar.
En septiembre de 2013, Dan Houser dijo que tenía muchas ideas diferentes para una secuela de Bully. Hasta la fecha, este es el último comentario oficial sobre una secuela de Bully.
El 28 de agosto de 2017, se rumoreaba que el arte conceptual provenía del desarrollo de una secuela en línea; pretendía mostrar nuevos personajes y un hogar suburbano deteriorado junto con algunas otras piezas de arte; Rockstar Games no comentó.
El 10 de octubre de 2018, se revelaron supuestos llamados de casting para una secuela de Bully. Estos cástines serán audicionados en Spotlight en Londres, Inglaterra, y el rodaje comenzaría el 26 de octubre de 2018 en Pinewood Studios, también ubicado en Londres, y estar utilizando la tecnología captura de movimiento. Jessica Jefferies, directora de casting de este título desconocido, confirmó a través de Twitter que el título al que se refería no era una secuela de Bully.

### Secuela cancelada
En julio de 2019, el youtuber SWEGTA publicó un video discutiendo una conversación filtrada con un individuo (cuyo nombre se mostró inicialmente) que supuestamente trabajó en Rockstar New England antes de ser despedido. SWEGTA encontró el nombre del individuo acreditado en Bully: Scholarship Edition, que confirmó su autenticidad como exempleado de Rockstar Games. Según el exempleado, Rockstar había trabajado en una secuela durante varios meses antes de cerrarla en 2009. Afirmó haber trabajado en varias mecánicas de juego en el proyecto desechado y declaró que la historia habría presentado a Jimmy viviendo con su madre y hermanastros en la mansión de su padrastro durante las vacaciones de verano.
En octubre de 2019, Video Games Chronicle publicó una historia basada en fuentes internas que corroboraban que Rockstar había trabajado en Bully 2 durante dieciocho meses antes de cancelarlo. Sin embargo, la producción del juego comenzó en mayo de 2010, poco después de que se lanzó Red Dead Redemption, y finalmente se suspendió en algún momento antes de finales de 2013 ya que el proyecto no obtuvo mucha tracción en el estudio. Durante este tiempo, se construyó una pequeña porción de un juego funcional utilizando el motor de videojuegos creado y desarrollado por la misma Rockstar Games, dicho motor de videojuegos se llama Rockstar Advanced Game Engine (RAGE). Según estas fuentes, el estudio había resuelto parte de la historia, pero no estaba seguro de qué período de tiempo abarcaría. Una fuente confirmó las afirmaciones del exempleado informadas por SWEGTA de que la historia comenzó con Jimmy pasando las vacaciones de verano con su madre y su familia. Rockstar Games se negó a comentar sobre este tema.